# Ptochophyle deviaria
Ptochophyle deviaria är en fjärilsart som beskrevs av Walker 1861. Ptochophyle deviaria ingår i släktet Ptochophyle och familjen mätare. Inga underarter finns listade.